# Монива, Тэруюки
Тэруюки Монива (яп. 茂庭 照幸 Монива Тэруюки, род. 8 сентября 1981, Ацуги, Канагава) — японский футболист, игравший на позиции защитника.

## Карьера
На протяжении футбольной карьеры выступал за клубы «Сёнан Бельмаре», «Токио», «Сересо Осака», «Бангкок Гласс».

## Национальная сборная
С 2003 по 2006 год сыграл за национальную сборную Японии 9 матчей, в которых забил 1 гол.

## Статистика за сборную
| Сборная Японии | Сборная Японии | Сборная Японии |
| Год            | Матчи          | Голы           |
| -------------- | -------------- | -------------- |
| 2003           | 2              | 0              |
| 2004           | 1              | 0              |
| 2005           | 4              | 1              |
| 2006           | 2              | 0              |
| Итого          | 9              | 1              |

## Достижения

### Командные
- Кубок Джей-лиги: 2004, 2009